# Anthaxia holubi
Anthaxia holubi es una especie de escarabajo del género Anthaxia, familia Buprestidae. Fue descrita científicamente por Obenberger en 1913.